# Burundi tại Thế vận hội
Burundi xuất hiện lần đầu tiên tại Thế vận hội năm 1996, và kể từ đó đã tham gia liên tục các kỳ Thế vận hội Mùa hè. Burundi chưa từng tham gia Thế vận hội Mùa đông.
Vận động viên (VĐV) Vénuste Niyongabo đã mang về 1 huy chương vàng môn Điền kinh cho Burundi tại Thế vận hội Mùa hè 1996. 20 năm sau đó, Francine Niyonsaba giành thêm 1 huy chương bạc (2016).
Cơ quan phụ trách về Olympic của Burundi được thành lập năm 1990 và được Ủy ban Olympic Quốc tế công nhận năm 1993.

## Bảng huy chương

### Huy chương tại các kỳ Thế vận hội Mùa hè
| Thế vận hội         | Số VĐV        | Vàng          | Bạc           | Đồng          | Tổng số       | Xếp thứ       |
| 1896–1992           | không tham dự | không tham dự | không tham dự | không tham dự | không tham dự | không tham dự |
| Atlanta 1996        | 7             | 1             | 0             | 0             | 1             | 49            |
| Sydney 2000         | 6             | 0             | 0             | 0             | 0             | –             |
| Athens 2004         | 7             | 0             | 0             | 0             | 0             | –             |
| Bắc Kinh 2008       | 3             | 0             | 0             | 0             | 0             | –             |
| Luân Đôn 2012       | 6             | 0             | 0             | 0             | 0             | –             |
| Rio de Janeiro 2016 | 9             | 0             | 1             | 0             | 1             | 69            |
| Tokyo 2020          | chưa diễn ra  |               |               |               |               |               |
| Tổng số             | Tổng số       | 1             | 1             | 0             | 2             | 98            |

### Huy chương theo môn
| Điền kinh | 1 | 1 | 0 | 2 | 59 |
| Tổng số   | 1 | 1 | 0 | 2 | 98 |

## Các VĐV giành huy chương
| Huy chương | Tên VĐV            | Thế vận hội         | Môn thi đấu | Nội dung    | Thời gian           |
| ---------- | ------------------ | ------------------- | ----------- | ----------- | ------------------- |
| Vàng       | Vénuste Niyongabo  | Atlanta 1996        | Điền kinh   | 5000m (nam) | 3 tháng 8 năm 1996  |
| Bạc        | Francine Niyonsaba | Rio de Janeiro 2016 | Điền kinh   | 800m (nữ)   | 20 tháng 8 năm 2016 |